# カーセンサー
カーセンサー(Car sensor)は1984年に創刊された日本の中古車情報誌。リクルートマーケティングパートナーズ発行。月刊または隔週刊。サイズは創刊当初はA4判中綴じだったが、その後情報量が増えてB5判の無線綴じとなった。2008年7月3日のリニューアル以降はA4判変型。

## 概要
1984年10月、それまで『中古車情報』や『別冊ホリデーオート』のような中綴じが中心だった日本の中古車情報誌に厚みのある平綴じと販売店に関わり無く統一されたフォーマットを持ち込んだ中古車情報誌。このスタイルは先に「中古車情報通信」という名で創刊していた『Goo』等にも踏襲された。
創刊当初は全国版のみだったが1980年代後半までに関東版と関西版に分割し、2009年2月より、関東版、関西版、東海版、北海道版、東北版、茨城版、群馬版、栃木版、静岡版、北陸・甲信越版、中国版、四国版、福岡・佐賀版、大分版、長崎版、中・南九州版の16誌が発行されており、価格、発売日はそれぞれ異なる。
2004年、おとり広告を排除するため、広告出稿の際に車体番号を入力しなければ掲載しないこととしたほか、売買契約成立後はすぐに広告を非公開にするシステムを業界で初めて構築。この結果、おとり広告が大幅に減少して業界のイメージアップに貢献したが、広告の出稿数は減少して電話帳並みを誇った本の厚さは薄くなった。
2011年1月には、オリジナルキャラクターとして「カーボくん」が登場した。
2012年10月のリクルートの持株会社移行に伴い、新設されたリクルートマーケティングパートナーズが発行元になっている。
2017年1月20日発売号より、関東版、関西版、東海版の3版がリニューアル。販売店ごとの在庫紹介ページから掲載物件が総額順に並ぶ台割となり、予算に合わせた相場感の醸成が可能となった。3版すべて価格は100円（税込）、発売日は毎月20日に変更。ブランドリニューアルにあわせて表記がCarSensorからカーセンサーに統一し、タグラインは「どんなクルマと、どんな時間を。」に設定。
2018年1月20日発売号より、北海道版、東北版、茨城版、群馬版、栃木版、北陸・甲信越版を東日本版として統合、静岡版を東海版に統合、中国版、四国版、福岡・佐賀版、大分版、長崎版、中・南九州版を西日本版として統合、関東版を首都圏版に改名した。東日本版、首都圏版、東海版、関西版、西日本版の全5版編成となり、すべて価格は100円（税込）、発売日は毎月20日。
2021年2月16日をもって、各種フィーチャーフォン（ガラケー）向けサービスの提供を終了。

## 派生雑誌
- カーセンサーエッジ
- インポートカーセンサー